# Спартак
Вижте пояснителната страница за други значения на Спартак.
Спартак (на старогръцки: Σπάρτακος Spártakos; на латински: Spartacus) е гладиатор, оглавил най-голямото робско въстание срещу Рим.

## Произход
Спартак е тракиец, произхождащ най-вероятно от племето меди (населявало средното поречие на река Стримон) но е възможно също да е бил член на племето беси (обитавало териториите от Мизия до Родопите) или на племето гети (разположено по двата бряга на Долен Дунав). Смята се, че Спартак е бил войник от тракийска помощна войска, сражавала се на страната на римляните, или е бил пленен по времето на наказателен поход на Сула през зимата на 86 – 85 г. пр.н.е. срещу медите. Военнопленникът Спартак тренира в гладиаторската школа на Лентул Батиат.
Според Плутарх жената на Спартак е пророчица и е от същото племе като него. Плутарх пише, че „Спартак притежавал не само голяма смелост и физическа сила, но по интелигентност и култура стоял по-високо от своята съдба и положение“. Спартак успява да избяга от гладиаторската школа, а жена му бяга заедно с него.

## Въстание на робите
През 73 г. пр.н.е. група от около двеста гладиатори от школата на Батиат планират бягство. Когато планът им е разкрит, около седемдесет души, отначало невъоръжени, успяват да се доберат до кухненски сечива („сатъри и шишове“) и проправят пътя си с бой, като в движение успяват да вземат различни гладиаторски оръжия и брони.
За кратко време въстанието се разраства и обхваща Южна Италия, а изпратените набързо сформирани римски подразделения са разбити от гладиаторите. След унизителното поражение на Публий Вариний, Спартак предприема поход на север към Алпите, за да може да изведе хората си извън пределите на Римската република. Римският сенат изпраща две консулски войски, които също са победени от Спартак. След грандиозната победа въстаниците отново поемат на юг. В това време за претор, натоварен да води военни действия, е избран Марк Лициний Крас.
Фантастичното богатство на Крас му позволява да формира на свои разноски шест легиона от ветерани и опитни войници.
През 71 г. пр.н.е. Крас започва маневрена война срещу бунтовническата армия. Специални малки отряди от конници и ветерани постоянно нападат бунтовниците, унищожават фуража и припасите им. Част от робите се поддават на провокацията, но са обкръжени и избити, след като нападат легионите на Крас. Спартак отстъпва към Месинския пролив и влиза в съглашение с киликийски пирати, които му обещават да предоставят кораби за прехвърляне на въстаниците в Сицилия, но не изпълняват уговорката..
Възможно е Крас, който разполага с неизчерпаеми средства, да е подкупил пиратите, за да предотврати прехвърлянето на войната на острова (тогавашната житница на Рим). На връщане пътят на бунтовниците е преграден от укрепления и насипи с дължина 50 км, построени от римляните през провлака на Региум. След отчаян щурм въстаниците пробиват обсадата, но в това време в Южна Италия дебаркират легионите на Гней Помпей и Марк Теренций Варон Лукул. При река Силар войската на Крас разгромява въстаниците, а трупът на Спартак така и не е намерен. Шест хиляди пленени роби, участвали във въстанието, са разпънати на кръст по протежение на пътя Виа Апия от Капуа до Рим.

## В изкуството
- „Спартак“, роман 1874 г. от Рафаело Джованьоли
- „Спартак“, новела 1951 г. от Хауърд Фаст
- „Спартак. Историята на един римски гладиатор“, роман 2007 г. от Анита Ганери, Ник Спенсър и Роб Шоун
- „Спартак“, роман 2009 г. от Владимир Цонев
- „Спартак“, американски филм 1960 г. по сценарий на Долтън Тръмбо, режисура Стенли Кубрик и с участието на Кърк Дъглас в ролята на Спартак
- „Спартак“, българо-американски филм 2004 г. по сценарий и режисура на Робърт Дорнхелм, с участието на Горан Вишнич в ролята на Спартак
- „Спартак: Кръв и пясък“, американски сериал 2010 г. по сценарий на Аран Хелбинг, Миранда Куок, Тод Хелбинг, режисура Майкъл Хирст, Рик Джейкъбсън и с участието на Анди Уитфийлд и Лиъм Макинтайър в ролята на Спартак